# Pietro Maroncelli
Pietro Maroncelli (né à Forlì le 21 septembre 1795, mort à New York le 1er août 1846) est un patriote, un musicien et un écrivain italien connu pour avoir été le compagnon de prison de Silvio Pellico

## Biographie
Pietro Maroncelli étudie la musique à Naples, il a pour maitre Giovanni Paisiello et comme condisciple Gaetano Donizetti. En 1813, il est expulsé du conservatoire de musique de Naples pour avoir fondé la Loge Colonna Armonica.
À Rome il est déclaré hérétique et séditieux et il passe un an en prison au  Château Saint-Ange pour un hymne à San Jacopo.
Il participe activement au carbonarisme et est emprisonné à Forli en 1817. Il passe à Milan, où il fait la connaissance de Silvio Pellico et participe aux activités de l'association. Durant cette période, il mène une activité de musicien, écrivant des musiques pour des représentations théâtrales. Il fait ainsi la connaissance d'une famille en vue du milieu théâtral : les Marchionni. Il s'amourache d'une des sœurs Marchionni.
En 1820, il est arrêté avec Silvio Pellico, pour avoir laissé des documents compromettant à la merci d’enquêteurs autrichiens, Gian Domenico Romagnosi se trouve alors inquiété. Pellico et Maroncelli sont poursuivis et celui-ci dévoile aux enquêteurs des informations cruciales sur l'organisation des Carbonari. Ils sont cependant condamnés à mort et sa peine commutée à vingt ans de travaux forcés dans la forteresse du Spielberg à Brno en Moravie, quinze pour Pellico.
Le 10 avril 1822, les deux amis entrent au Spielberg et Maroncelli n'en sorte que le 1er août 1830. Au cours de sa détention, il est amputé d'une jambe, l'épisode est relaté dans un chapitre de Le mie prigioni de Pellico.
En 1832, il s'exile en France où il publie Addizioni, une sorte de complément personnel à Le mie prigioni de Pellico. À Paris, il adhère au socialisme utopique de Charles Fourier.
En 1833, il se rend à New York avec sa femme, Amalia Schneider, chanteuse lyrique allemande qu'il a épousée à Paris, sur invitation du grand et désormais vieux librettiste de Mozart; Lorenzo Da Ponte, qui a fondé le premier opéra d'Amérique et qui cherche des musiciens pour partager sa nouvelle aventure.
À New York, Maroncelli enseigne la musique, suivant occasionnellement sa femme dans ses tournées. Il cherche aussi à diffuser les idées socialistes de Fourier. Dans les dernières années de sa vie, il a pour ami Edgar Allan Poe.
Il meurt en 1846 dans la misère, aveugle, et avec des signes de troubles mentaux, peut-être liés à une syphilis.
Il est enterré dans le cimentière de Greenwood à New York. À sa mort, sa bibliothèque, considérée comme la plus importante de New York, est dispersée.
En 1886, ses restes retournent à Forli.

## Source
- (it) Cet article est partiellement ou en totalité issu de l’article de Wikipédia en italien intitulé « Pietro Maroncelli » (voir la liste des auteurs).